# Compsaraia
Compsaraia is een geslacht van straalvinnige vissen uit de familie van de staartvinmesalen (Apteronotidae).

## Soorten
- Compsaraia compsus (Mago-Leccia, 1994)
- Compsaraia iara Bernt & Albert, 2017
- Compsaraia samueli Albert & Crampton, 2009